# Jdioara

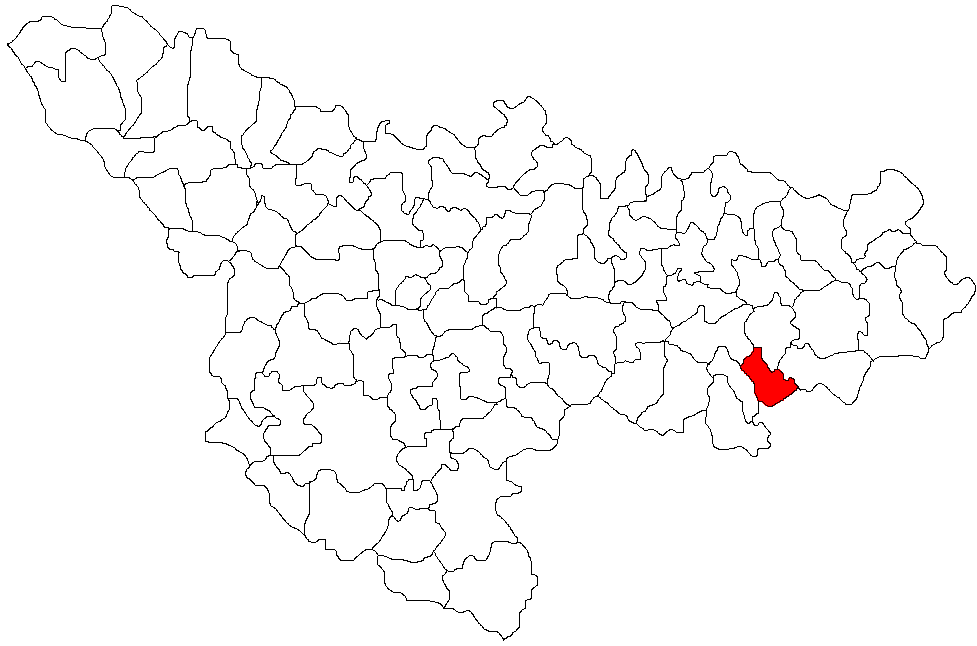
Lage von Jdioara im Kreis Timiș

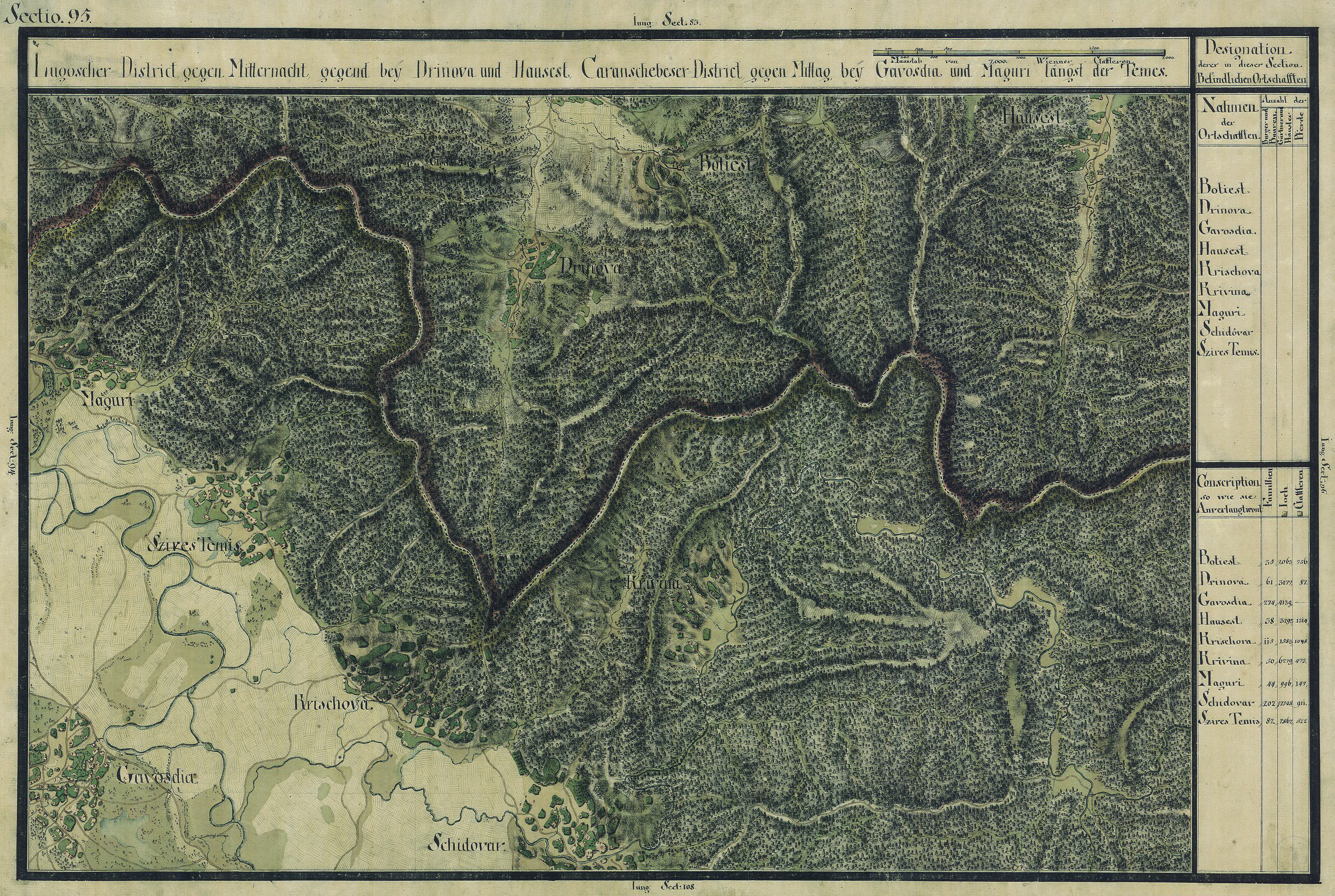
Jdioara auf der Josephinischen Landaufnahme

Jdioara (deutsch Schidovar, ungarisch Zsidóvár, serbisch Židovar) ist ein Dorf im Kreis Timiș, in der Region Banat, im Südwesten Rumäniens. Jdioara gehört zur Gemeinde Criciova.

## Geografische Lage
Jdioara liegt im Osten des Kreises Timiș, an der Grenze zum Kreis Caraș-Severin, im Nădrag-Tal, in 18 km Entfernung von Lugoj und 80 km von Timișoara.

## Nachbarorte
| Criciova | Crivina                                     | Nădrag                             |
| Găvojdia | Kompassrose, die auf Nachbargemeinden zeigt | Nationalpark Cheile Nerei-Beușnița |
| Jena     | Sacu                                        | Tincova                            |

## Geschichte
Die Geschichte des Dorfes ist eng mit der mittelalterlichen Festung Jdioara verbunden, deren Ruinen in einem Kilometer Entfernung in nordöstlicher Richtung liegen. 
Vermutlich wurde die Festung im 13. Jahrhundert erbaut und war Teil des ungarischen Abwehrgürtels gegen die Tataren, die 1241 hier einfielen.
Der Name der Festung stammt vermutlich von der ungarischen Familie Zydoy.
Eine erste urkundliche Erwähnung der Festung stammt aus dem Jahr 1320. Im 17. Jahrhundert wurde die Festung Jdioara während des Großen Türkenkriegs erobert und nach dem Frieden von Karlowitz zerstört. 
Der türkische Reisende Evlyia Çelebi hinterließ eine ausführliche Beschreibung der Festung.
Heute gehört die Festung Jdioara zum historischen Nationalgut Rumäniens.

## Bevölkerungsentwicklung
| 1880 | 1088 | 1039 | 5  | 31 | 13 |
| 1910 | 1310 | 1231 | 12 | 9  | 58 |
| 1930 | 1145 | 1074 | 1  | 9  | 61 |
| 1977 | 894  | 829  | 4  | -  | 61 |
| 2002 | 607  | 603  | 1  | -  | 3  |